# Joe Bain
Pour les articles homonymes, voir Bain.
Joe S. Bain (1912-1991) est un économiste américain, spécialiste de l'économie industrielle. 

## Formation et carrière
Après des études à l'UCLA, il passe son doctorat à Harvard en 1940. Il fait l'essentiel de sa carrière à l'université de Berkeley où il enseigne notamment l'économie industrielle. Ses deux œuvres majeures sont Barriers to New Competition où il développe l'idée de barrière à l'entrée et son classique "Industrial Organization" (économie industrielle) de 1959.
Il sert aussi en 1960 comme directeur des études à la  California Water Industry. En 1982, il est élu Distinguished Fellow of the American Economic Association et reconnu comme le père de l'économie industrielle.

## Œuvre
- "The Profit Rate as Measure of Monopoly Power", 1941 Quaterly Journal of Economics.
- "Market Classifications in Modern Price Theory", 1942, Quaterly Journal of Economics
- The Economics of the Pacific Coast Petroleum Industry, 1944.
- Pricing, Distribution and Employment: Economics of an enterprise system, 1948
- "Price and Production Policies", In: Howard Ellis (Ed.), A Survey of Contemporary Economics (Philadelphia: Blakiston, 1948, p. 129-173
- "A Note on Pricing in Monopoly and Oligopoly", 1949, American Economic Review
- "Relation of Profit Rate to Industry Concentration: American manufacturing, 1936-40", 1951, Quaterly Journal of Economics
- "Conditions of Entry and the Emergence of Monopoly", 1954, in Chamberlin, editor, Monopoly and Competition
- "Economies of Scale, Concentration and the Condition of Entry in Twenty Manufacturing Industries", 1954,  American Economic Review
- Barriers to New Competition: their character and consequences in manufacturing industries, 1956.
- Industrial Organization, 1959.
- "Chamberlin's Impact on Microeconomic Theory", in Kuenne, editor, Monopolistic Competition Theory
- International Differences in Industrial Structure, 1966
- Northern California's Water Industry, with R.E. Caves and J. Margolis, 1966.
- Essays on Economic Development, 1970.
- Essays on Price Theory and Industrial Organization, 1972.
- Environmental Decay: Economic causes and remedies, 1973.
- "Structure versus Conduct as Indicators of Market Performance", 1986, Antitrust Law and Econ Rev
- Industrial Organization: a treatise, with T.D. Qualls, 1987.